# Plasmon (azienda)
La Plasmon Dietetici Alimentari S.r.l. è un'azienda alimentare italiana fondata nel 1902 a Milano da Cesare Scotti, che produce alimenti per l'infanzia.
Dal 2015 l'azienda è gestita dalla NewPrinces (ex Newlat Food), che nel 2025 ha anche acquistato il marchio dei biscotti dalla multinazionale americana Kraft Heinz di Pittsburgh, in Pennsylvania.

## Storia

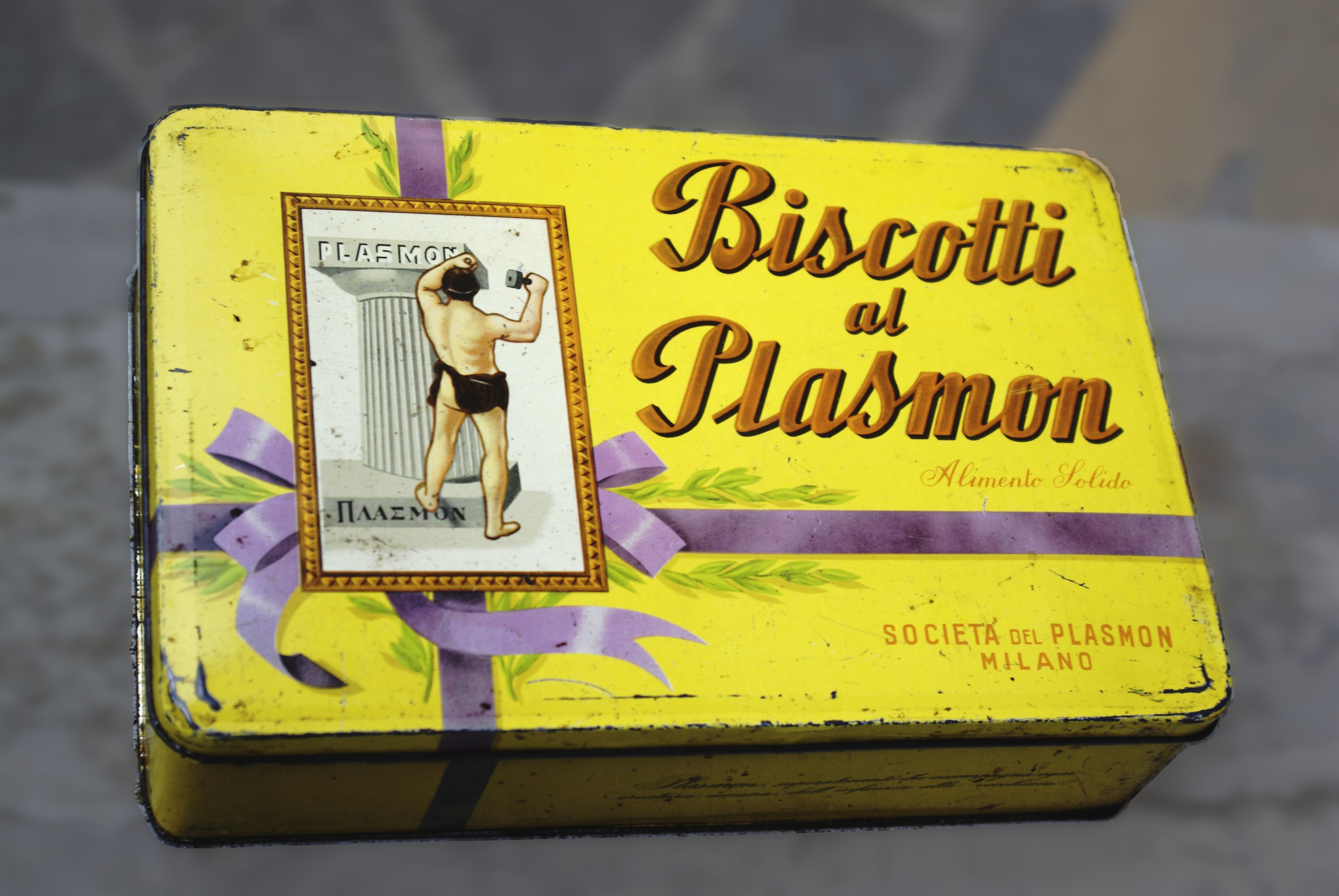
Scatola di latta da 1 kg di biscotti Plasmon, inizio anni '60

L'azienda viene fondata a Milano, nel 1902, dal medico Cesare Scotti che ne rimarrà Presidente fino alla Seconda Guerra Mondiale.
La prima denominazione è Sindacato italiano del Plasmon, poiché ha come attività principale l'importazione e la commercializzazione del Plasmon puro. Scopo della Società è “la produzione e il commercio del Plasmon puro nonché la ricerca di tutte le ulteriori possibili applicazioni del Plasmon”.
Il Plasmon è un concentrato proteico in grado di integrare la dieta dei più piccoli arricchendo il valore nutrizionale degli alimenti. Frutto di una ricerca scientifica congiunta tra Germania e Inghilterra, viene inizialmente brevettato ed esportato in tutta Europa. Questo ingrediente viene fin da subito utilizzato anche per produrre e commercializzare i biscotti, la pastina e il cacao al Plasmon. I primi punti di vendita sono le farmacie di Corso Venezia e Via Durini, sempre a Milano.
Nel 1916 l'azienda cambia nome in Società del Plasmon. Nel 1920 nascono i primi latti Plasmon, nel 1932 la crema di riso e il semolino di grano e viene inaugurato il primo Stabilimento di Milano in Via Archimede, 10 (che sarà distrutto dai bombardamenti del 1943). Cominciano anche le prime vendite all'estero: i prodotti Plasmon vengono esportati in Egitto e Brasile.
Nel secondo dopoguerra il boom economico coincide con quello demografico. Così, per far fronte alla domanda, l'Azienda inizia nel 1953 la costruzione dello Stabilimento di Via Cadolini a Milano dove si trasferisce nel 1956. Nel 1963 viene acquisita dal gruppo Heinz.
Nel 1969 inizia la produzione del Plasmolac, latte in polvere per l'infanzia e viene inaugurato lo Stabilimento di Latina (Borgo Grappa) di Via Migliara 45, nel quale viene anche trasferita la sede dell'Azienda.
Negli anni settanta arrivano le nuove Minestrine al Plasmon e nuovi omogeneizzati alla frutta. La Società del Plasmon nel 1976 assume la denominazione di Plada - Plasmon Dietetici Alimentari S.p.A.. L'Azienda si arricchisce anche di uno stabilimento a Ozzano Taro in provincia di Parma, dove vengono prodotti biscotti, latti liquidi e in polvere, paste, liofilizzati, oli, dolcificanti e tisane. Lo stabilimento di Latina è invece destinato a produrre omogeneizzati, biscotti e succhi di frutta.
Nell'ottobre 1995 viene perfezionata la fusione per incorporazione di Heinz Italia S.p.A. in Plada S.p.A., divenuta poi l'attuale S.r.l. nel 1997.
Nel luglio 2013 l'azienda è rilevata dalle società Berkshire Hathaway (Warren Buffett) e 3G Capital (Alexander Behring) aziende che a febbraio 2013 acquisirono la Heinz stessa.
Nel 2015 lo stabilimento di Ozzano Taro viene ceduto alla Newlat Food che continua la produzione su licenza Heinz.
Dieci anni dopo, la Newlat Food che ha cambiato nome in NewPrinces acquista il marchio dalla Kraft Heinz per 120 milioni di euro.

## Marchio
Nel 1963 gli spot della Plasmon riproducevano il simbolo dell'uomo con il fisico scultoreo che, armato di martello e scalpello, incideva su di un capitello il nome dell'Azienda. In televisione l'uomo era impersonificato da Fioravante Palestini, detto Gabriellino.
Il marchio attuale in uso è stato restilizzato nel 2009.

## Controversie

### Vitelli ingrassati
Nel 1981 lo scandalo dei vitelli ingrassati con gli estrogeni coinvolge Plasmon insieme ad altre industrie europee, contribuendo a deprimere il mercato degli alimenti per l'infanzia.

### Pubblicità Barilla
Nel 2011 l'Azienda lanciò una campagna pubblicitaria nella quale vengono confrontate le proprietà della sua pasta con quella del marchio Piccolini della Barilla. L'annuncio inizia con la domanda “Qual è la differenza?” proponendo poi una tabella in cui viene mostrata la presenza nei Piccolini di pesticidi e altre sostanze che non li rendono adatti ai bambini da zero a tre anni; questo genera la protesta della Barilla, che attraverso un comunicato ha spiegato che si trattava di “un'azione grave e sleale, contraria a tutti i principi di un'informazione chiara e corretta e contraria alla sana concorrenza ed etica comportamentale”. Barilla ha accusato Plasmon di aver messo a confronto prodotti destinati a consumatori differenti e quindi con normative diverse: per gli alimenti confezionati dei bambini fino a tre anni ci sono regole molto più restrittive. 
Il Tribunale di Milano ha poi confermato il provvedimento d'urgenza che aveva emesso il 3 dicembre 2011, con cui aveva giudicato illecita la pubblicità comparativa di Plasmon nei confronti di Barilla, “perché raffronta prodotti tra di loro non omogenei, oltre che denigratoria e ingannevole”.

### Olio di palma
Ha fatto discutere la scelta dell'azienda di introdurre nella dieta dei più piccoli (già dal sesto mese) un "grasso vegetale" come l'olio di palma, non presente negli alimenti abitualmente destinati ai bambini di questa età. L'azienda, in merito, non ha voluto inizialmente rispondere.
Dal 14 gennaio 2014 sull'etichetta dei biscotti Plasmon è presente l'olio di palma che risulta essere il grasso principale. Ciò in ottemperanza del Regolamento (UE) 1169/11, che ha imposto particolari disposizioni in materia di informazioni ai consumatori relative agli alimenti: tra queste, in etichetta non è più possibile scrivere genericamente "olio vegetale", ma è obbligatorio esplicitare la sua origine. Da marzo 2016, l'azienda ha eliminato l'olio di palma dalla ricetta del biscotto.